# Jakončič
Jakončič je priimek v Sloveniji, ki ga je po podatkih Statističnega urada Republike Slovenije na dan 1. januarja 2010 uporabljalo 88 oseb.

## Znani nosilci priimka
- Anton Jakončič (1857—1930), posestnik, politik in bankir
- Jožko Jakončič (1903—1954), pravnik in skladatelj